# 東京都立多摩教育研究所
東京都立多摩教育研究所（とうきょうとりつたまきょういくけんきゅうじょ）は1987年に設置され2001年に廃止された東京都の機関。僻地教育の研究、東京都の多摩地区・島嶼地区の教職員の研修、多摩地区の教育相談などを行った。東京都立多摩図書館、東京都多摩教育事務所、東京都立多摩社会教育会館とともに立川市錦町の東京都多摩教育センターに入居した。
東京都立教育研究所と連携し、企画係、研究研修室、教育相談室を持った。2000年時点で職員数34名。
2001年の改組により東京都立教育研究所・東京都総合技術教育センターと統合され、東京都教職員研修センター・東京都教育相談センターになった。